# Балангуль
Балангуль (тат. Баланкүл) — аул в Саргатском районе Омской области России. Входит в Новотроицкое сельское поселение. Население 10 чел. (2010) .

## История
В соответствии с Законом Омской области от 30 июля 2004 года № 548-ОЗ «О границах и статусе муниципальных образований Омской области» аул вошёл в состав образованного муниципального образования «Новотроицкое сельское поселение».

## География
Расположен в центре региона, в пределах Ишимской равнины, являющейся частью Западно-Сибирской равнины.
Абсолютная высота — 92 м над уровнем моря.

## Население
| 2010 |
| ---- |
| 10   |

Гендерный состав
По данным Всероссийской переписи населения 2010 года в гендерной структуре населения из 10 человек мужчин — 6, женщин — 4 (60,0 и	40,0 % соответственно).
Национальный состав
Согласно результатам переписи 2010 года, в национальной структуре населения татары составляли 70 %, казахи	30 % от общей численности населения в 10 чел..

## Инфраструктура
Личное подсобное хозяйство, животноводство.

## Транспорт
Просёлочные дороги.